# TT183
La tombe thébaine TT 183 est située à El-Khokha, dans la nécropole thébaine, sur la rive ouest du Nil, face à Louxor en Égypte.
C'est la sépulture de Nebsoumenou (Nb-Swmn.w), intendant en chef de la maison de Ramsès II, datant du règne de Ramsès II (XIXe dynastie).